# Ванатовский, Ростислав Владимирович
Ростислав Владимирович Ванато́вский (1914—1986) — советский учёный, специалист в области радиопередатчиков УКВ диапазона.

## Биография
Научный сотрудник Всесоюзного научно-исследовательского института телевидения (ВНИИТ), инженер ГУ Министерства промышленности средств связи СССР.
В составе группы учёных и инженеров разрабатывал первый промышленный образец для столичного телецентра. Комплекс нового оборудования МТЦ разработки ВНИИТ был принят в эксплуатацию 16 июня 1949 года. Первый в мире телецентр в стандарте 625 строк имел пять студийных камер и четыре телекинокамеры.

## Награды и премии
- Сталинская премия первой степени (1950) — за создание новой высококачественной телевизионной передающей системы высокой чёткости